# Bauhinia variegata
Bauhinia variegata, llamado vulgarmente falsa caoba, uña de vaca, árbol de las orquídeas, o árbol orquídea, (Hindi: कचनार kacanāra, sanskrit: कोविदार kōvidāra) es un árbol de la familia de las fabáceas, originario del sur y sureste de Asia, desde China meridional, Birmania, India, Nepal, Pakistán y Sri Lanka.También está presente en América Central.

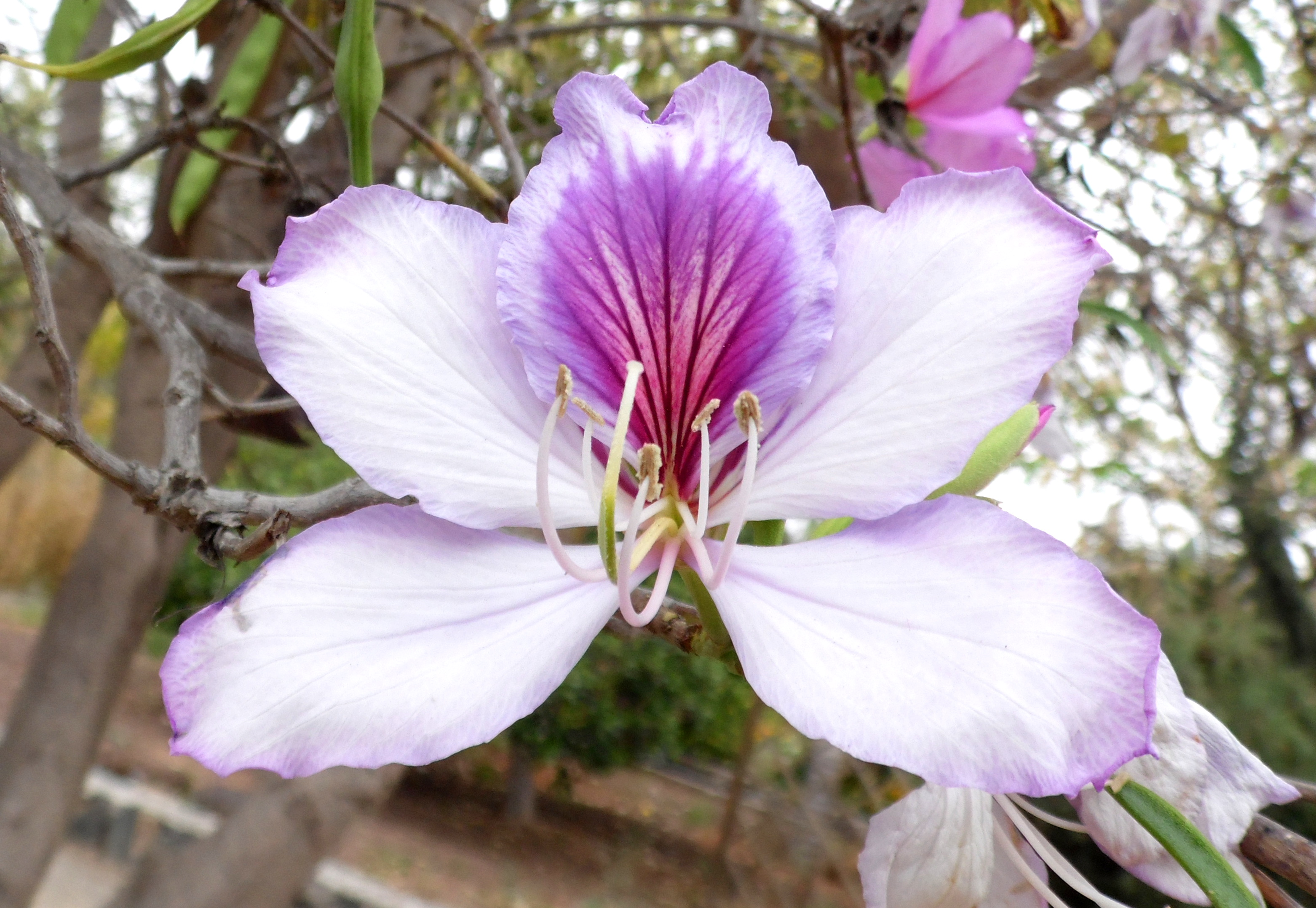
B. variegata de flor blanca.

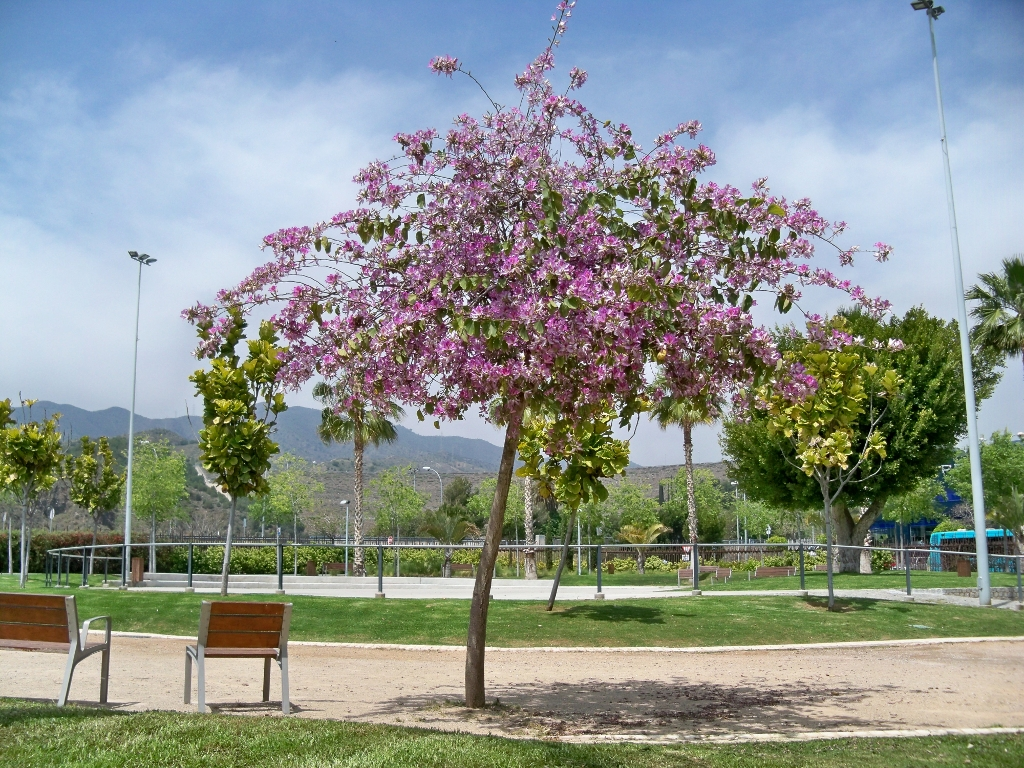
Árbol joven en plena floración.

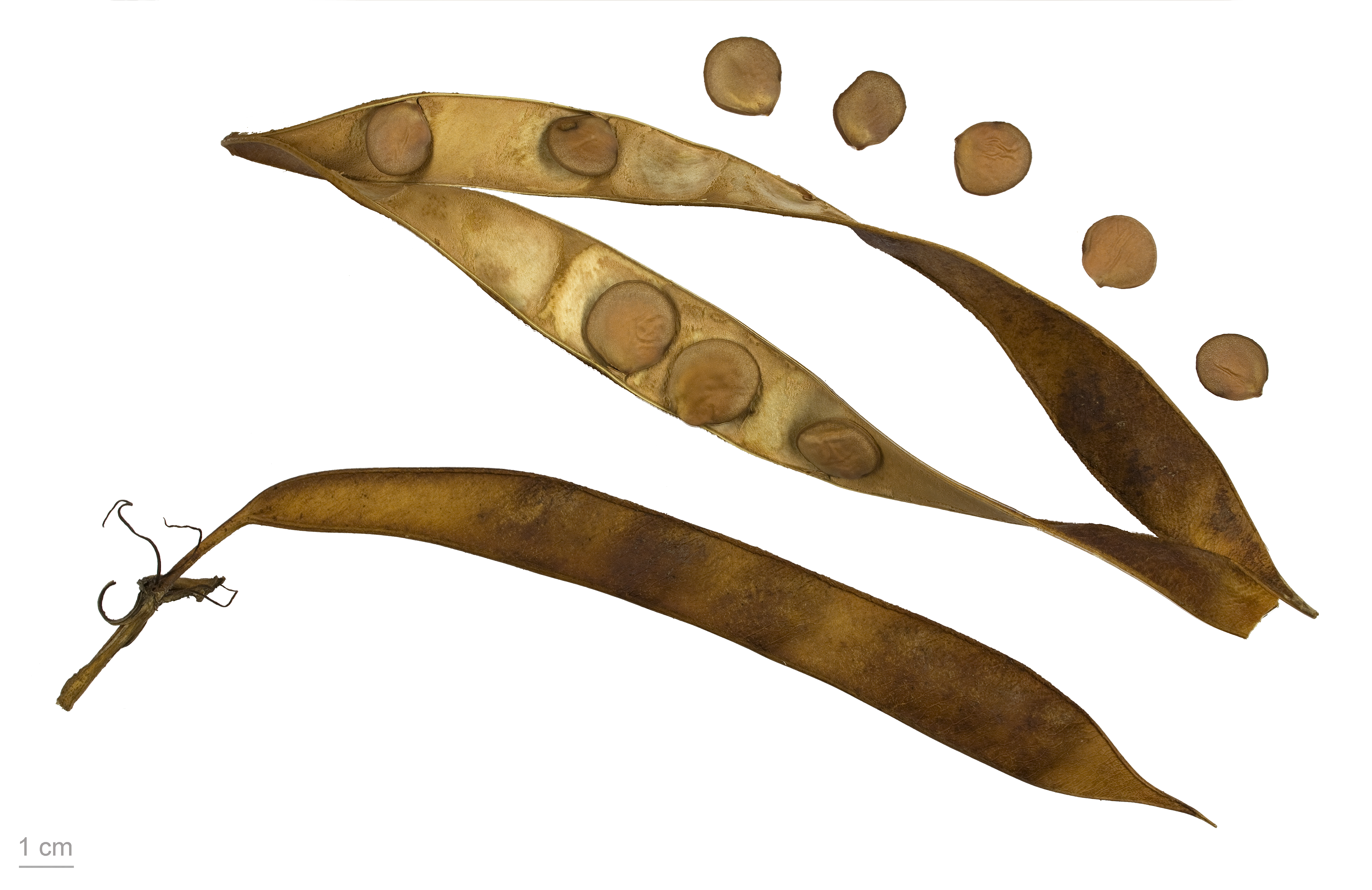
Vainas y semillas.

## Descripción
Se trata de un árbol de pequeño a mediano tamaño que crece hasta los 10-12 m de altura y es de hoja caduca en la estación seca.  Las hojas tienen de 10-20 cm de largo y ancho, redondeadas, y bilobuladas en la base y el ápice.  Las flores son conspicuas, de color rosa brillante o blanco, de 8-12 cm de diámetro, con cinco pétalos.  El fruto es una vaina de 15-30 cm de largo, que contiene varias semillas.

## Usos y cultivo
Árbol ornamental muy popular en los climas subtropicales y tropicales, se cultiva por sus flores perfumadas. En el neotrópico, se puede utilizar para atraer a los colibríes - como  Amazilia lactea, Chlorostilbon lucidus o Leucochloris albicollis - en los jardines y parques
Además de su uso ornamental, muchas partes de la planta tienen usos medicinales; de las hojas y la corteza se extrae tintura; la madera es de buena calidad y hojas y capullos se consumen como verdura.

## Taxonomía

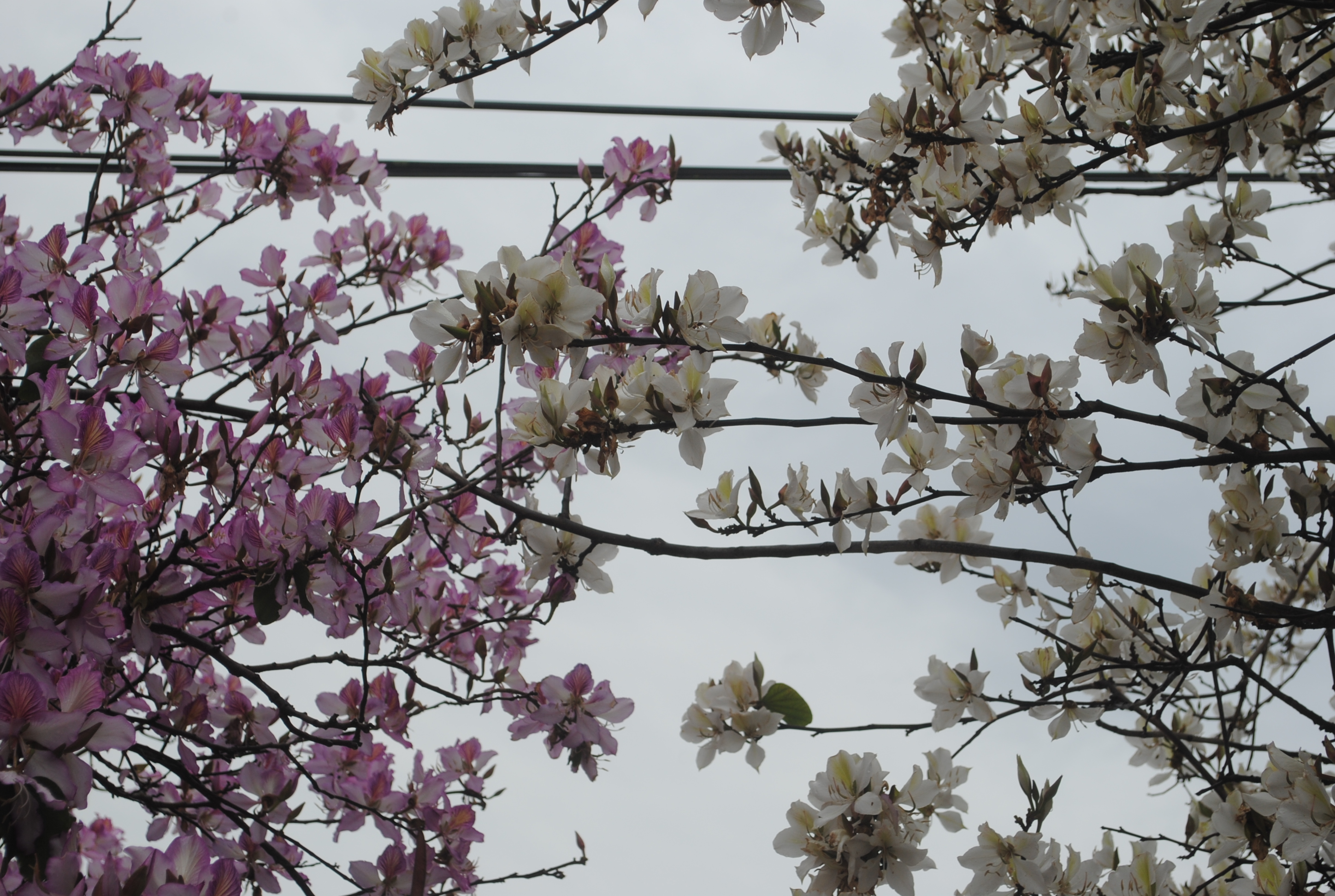
Árboles de B. variagata var tpypica y var candida en flor creciendo juntos.

Bauhinia variegata fue descrita por Carlos Linneo y publicado en Species Plantarum 1: 375. 1753.
Etimología
Bauhinia: nombre genérico nombrado en honor de los hermanos herboristas y botánicos suizos; Caspar (1560-1624) y Johann Bauhin  (1541-1613). El primero fue botánico y médico, autor de un índice de  nombres de plantas y sus sinónimos llamado Pinax Theatri botanici, y profesor de anatomía y botánica en la Universidad de Basilea, que distinguía entre género y especie, y fue el primero en establecer un sistema científico de la nomenclatura, mientras que el segundo fue coautor de la gran obra Historia Plantarum universalis, publicado cuarenta años después de su muerte.
variegata: epíteto latino que significa "jaspeada".
Sinonimia
- Bauhinia chinensis (DC.) Vogel
- Bauhinia decora Uribe'
- Phanera variegata (L.) Benth.[7]

var. candida Voigt
- Bauhinia alba Wall.
- Bauhinia candida Aiton
- Bauhinia candida Roxb.